# 8571 Taniguchi
8571 Taniguchi eller 1996 UX är en asteroid i huvudbältet som upptäcktes den 20 oktober 1996 av den japanska astronomen Takao Kobayashi vid Ōizumi-observatoriet. Den är uppkallad efter Yoshiaki Taniguchi.
Asteroiden har en diameter på ungefär 6 kilometer och den tillhör asteroidgruppen Koronis.